# 布維安
布維安（英語：Bwiam）是甘比亞西南部的小鎮，位於西部區的福尼康薩拉。根據2009年所做的人口調查數據顯示，居住於布維安的總人口數量為3,834人。